# Colt (Arkansas)
Colt é uma cidade localizada no estado americano de Arkansas, no Condado de St. Francis.

## Demografia
Segundo o censo americano de 2000, a sua população era de 368 habitantes.
Em 2006, foi estimada uma população de 356, um decréscimo de 12 (-3.3%).

## Geografia
De acordo com o United States Census Bureau, a localidade tem uma área de 3,2 km², sem área coberta por água.

## Localidades na vizinhança
O diagrama seguinte representa as localidades num raio de 24 km ao redor de Colt.